# Hedingia fusiformis
Hedingia fusiformis is een zeekomkommer uit de familie Caudinidae.
De wetenschappelijke naam van de soort werd in 1908 gepubliceerd door E. Augustin.